# Алипова, Салима Базаргалиевна
Алипова Салима Базаргалиевна (1 мая 1931 — 5 ноября 2010) — каменщица строительного управления № 3 треста «Гурьевнефтехимстрой» Министерства строительства предприятий тяжёлой индустрии Казахской ССР, Гурьев. Герой Социалистического труда (1971).

## Биография
Алипова Салима родилась в 1931 году в городе Гурьев Казахской АССР. Происходит из рода Шеркеш, Младший жуз.
В годы Великой Отечественной войны отец Базаргали погиб на фронте, ушедший следом на фронт её старший брат Куангали (1922—1942) младший лейтенант, командир орудийного расчета погиб в бою под Можайском. Из-за этого была вынуждена, окончив 6 классов пойти работать.
Её трудовая деятельность началась в 14-летнем возрасте, когда в 1945 году она поступила рабочей в Казахстанское отделение Государственного союзного геофизического треста Наркомата нефтяной промышленности СССР.
С 1950 года разнорабочая в тресте «Казнефтестрой», г. Гурьев
С 1960 года каменщик в строительно-монтажном управлении № 3 треста «Гурьевнефтехимстрой», г. Гурьев.
Продолжала работать в СМУ-3 до выхода на заслуженный отдых. Персональный пенсионер республиканского значения.

## Трудовая деятельность
Её руками в Гурьеве было построено множество зданий как жилого, социально-культурного предназначения, так и промышленных предприятий, в частности свой вклад она внесла в строительство первенца химической промышленности Казахской ССР — Гурьевского химического завода. Собственноручно заложила первые камни в фундаменты таких объектов, как Химзавод, Педагогический институт, Институт химии нефти и природных солей, медучилище, работала на расширении цехов АНПЗ, на объектах Гурьеврыбпром и т. д.
Свой богатый опыт строителя она охотно передавала молодым специалистам, воспитывая в них не только профессиональное мастерство, но и чувство ответственности за свой труд. Выучила строительному делу десятки начинающих строителей. Обо всех тонкостях в её организации труда, способствующих росту производительности, она сама рассказывала на занятиях в школе передового опыта. Все это: дополнительные минуты и секунды, сбереженные благодаря разработанной ею последовательности укладки кирпича, накладки раствора и т. д. зафиксированы путем хронометража и подробно описаны в выпускавшихся в советское время листках передового опыта.

## Общественная деятельность
Избиралась депутатом Гурьевского областного и Гурьевского городского Советов депутатов трудящихся, членом парткома треста «Гурьевнефтехимстрой». Делегат съездов Профсоюзов

## Семья
Отец — Алипов Базаргали (1896—1942) был призван в Красную армию 20 января 1942 года, пропал без вести на фронте в марте 1942. Мама — Алипова Жумажан.
Муж — Тажмаганбетов Кизатулла (1926—1984), родился в Испульском районе Гурьевской области.
Дети — Толеген, Рысты, Максут, Марат, Эльвира, Мурат, Жанна

## Награды и звания
Награждена почетными грамотами Президиума Верховного Совета СССР и КазССР, орденами и медалями. За высокие производственные показатели занесена в Книгу Почета
- 11 августа 1966 года по итогам семилетнего плана (1959—1965) Алипова Салима за успехи в капитальном строительстве была награждена Орденом Трудового Красного Знамени

- Медаль «За доблестный труд. В ознаменование 100-летия со дня рождения Владимира Ильича Ленина» (1970)

- 27 августа 1970 году Указом Президиума Верховного Совета Казахской ССР было присвоено звание «Заслуженный строитель Казахской ССР»

- Указом Президиума Верховного Совета СССР (неопубликованным) от 5 апреля 1971 года «за выдающиеся успехи в выполнении заданий пятилетнего плана по строительству и вводу в действие производственных мощностей, жилых домов и объектов культурно-бытового назначения» удостоена звания Героя Социалистического Труда с вручением ордена Ленина и золотой медали Серп и Молот[2].

- Орден «Материнская слава» (1972)

- Медаль Ветеран труда

- 1 декабря 2005 года решением городского маслихата присвоено звание Почетный гражданин города Атырау[3]

- 3 декабря 2010 года решением областного маслихата присвоено звание «Почетный гражданин Атырауской области»[4][5]